# Castello D'Alessandro
Il Castello D'Alessandro è una struttura fortificata del comune di Pescolanciano.

## Storia

### Dalle origini alla baronia di Pescolanciano

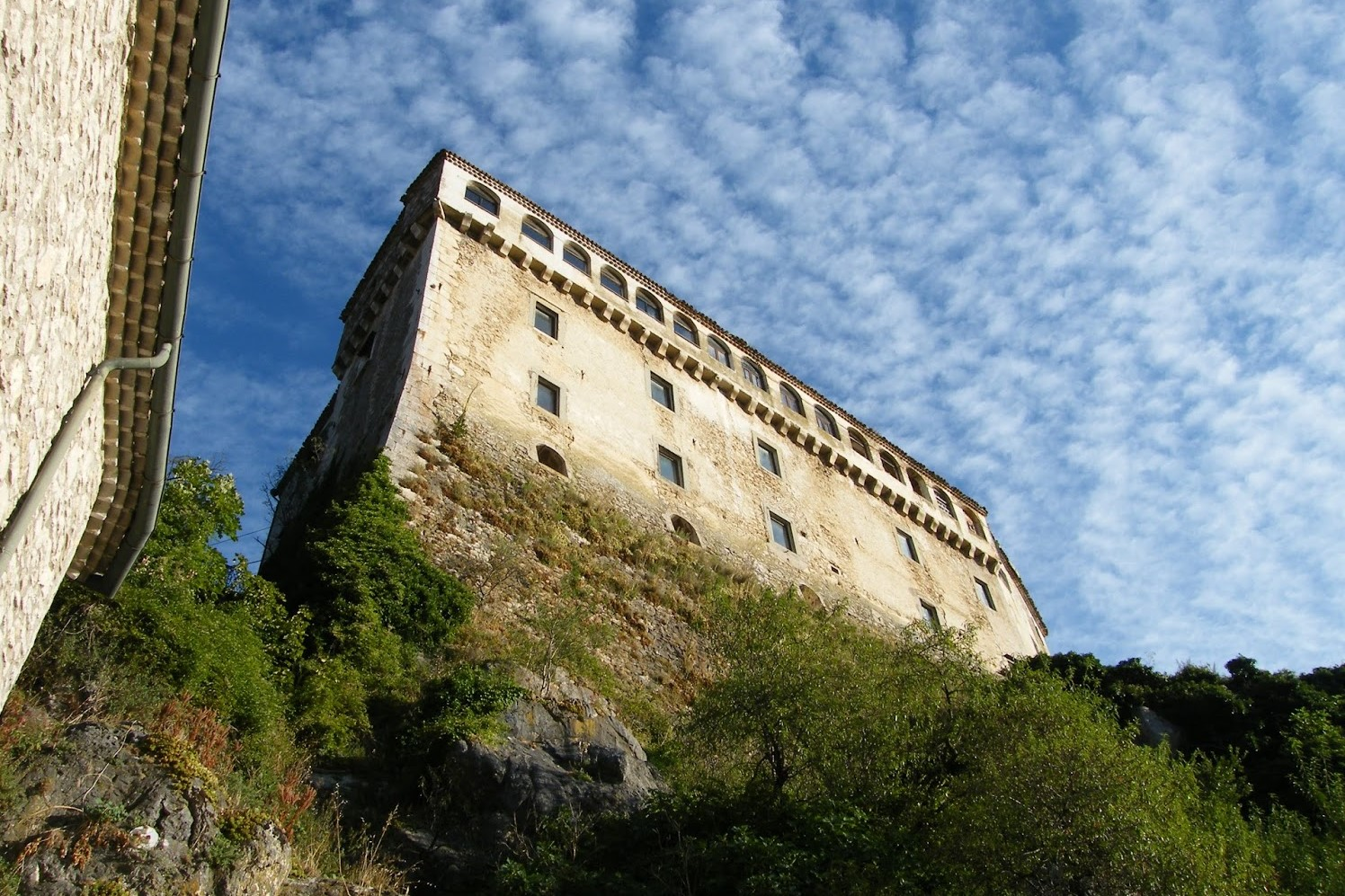
Veduta del castello

Il castello sorse nello sperone roccioso (peschio) che sovrasta l'abitato presso una fortificazione dei Sanniti; alcuni sostengono intorno al 573 durante il regno di Alboino, sotto l'influenza longobarda. Altri invece accreditano l'ipotesi che fosse stato fortificato durante il governo di Carlo Magno nell'810; mentre notizie certe si hanno nel XIII secolo, quando il feudatario del paese era un certo Ruggero di Peschio Lanciano, che ricevette l'ordine da Federico II di Svevia di rimuovere i Caldora da Carpinone smantellando il castello, e di assediare Isernia e gli altri feudi ostili. Tale spedizione fu organizzata nel fortilizio di Pescolanciano, e furono prese le mosse nel 1224. Il feudo, dopo il terremoto del 1456, accolse la gente di quello di Santa Maria dei Vignali e divenne un fortilizio militare di grande importanza poiché dominava l'Appennino molisano-abruzzese e il Tavoliere delle Puglie.

### Dai Carafa ai d'Alessandro
In quest'occasione cinse con le sue mura perimetrali il borgo medievale sviluppatosi, come organizzazione della difesa, già sotto il dominio dei Carafa e degli Eboli nel XIII secolo. Tra il 1576 e il 1579 Pescolanciano fu alienato da Andrea D'Eboli a Rita Baldassarre, moglie di Giovanni Francesco D'Alessandro, del casato napoletano del Sedil di Porto, che tra i suoi antecedenti conta il templare Guidone, cavaliere crociato nel 1187.
Con il sopraggiungere dei d'Alessandro, nel 1654 la baronia di Pescolanciano divenne un ducato sotto il sesto barone Fabio di Agapito. Costui apportò i primi lavori di abbellimento, ampliamento e consolidamento della struttura fortilizia che fino ad allora era composta da una grande torre maschio e un'altra cilindrica, nonché da un corpo a "bastione" merlato a scarpa. Al citato personaggio e suo padre si attribuiscono una serie di interventi di modifica dell'originaria configurazione; l'ingresso, inizialmente ubicato presso la torre maschio al lato nord-est (al quale si accedeva con una scala retrattile), venne chiuso e riaperto con ponte levatoio terminato nel 1691. Il cortile esterno, precedentemente a gradoni rocciosi, fu fatto spianare in questo periodo; a tale periodo risalgono anche le costruzioni dette "pertinenze" tra le quali la guardiola con il suo balcone seicentesco arabescato. Fu anche costruita una chiesetta gentilizia al centro della fortezza, i cui lavori di arricchimento con marmi intarsiati, decorazioni a stucco, dipinti e quant'altro vennero ultimati nel 1628. Il luogo sacro, per volere del duca Fabio, ospitò nel 1673 alcune reliquie, pervenute da Roma, del martire Sant'Alessandro e il vaso di sangue, ricomposte in simulacro in ceroplastica come attesta il rescritto dell'autentica: Corpus, B. Martyris Christi Alexandri cum vasculo eius sangunis. Trattasi quindi di un corpo santo. Nella suddetta cappella la festa del Santo Martire era celebrata in rito antico.

### Dal 1805 a oggi

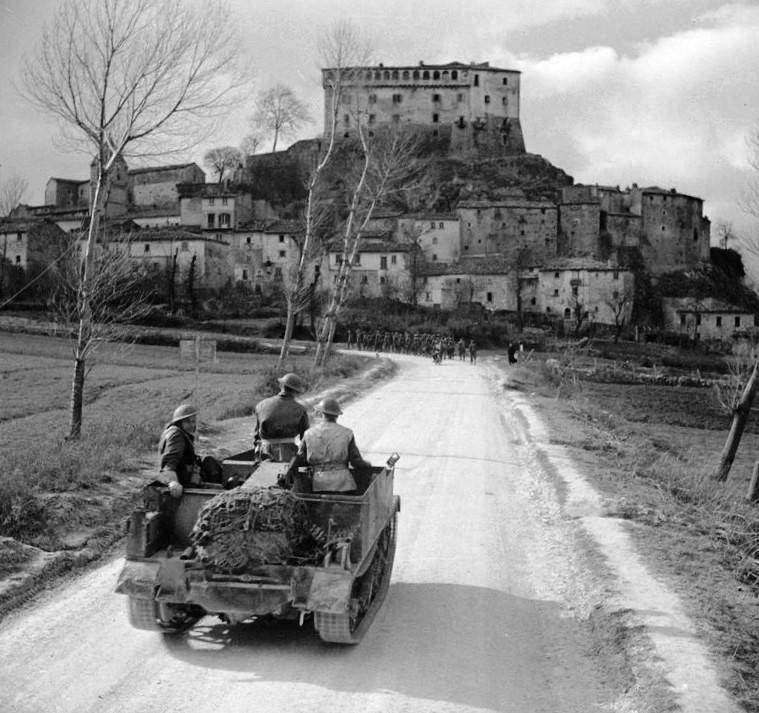
Inglesi a Pescolanciano nel 1945

Il grave terremoto del Molise del 1805 danneggiò il castello il quale richiese lavori di restauro che ne consentirono l'abbellimento, specialmente del portale di accesso. Il castello divenne sempre più una dimora signorile, perdendo l'antica forma militare e anche la sua importanza dopo che nel 1806 fu abolito il feudalesimo. Vi fu ospitato lo storico tedesco Theodor Mommsen durante il periodo di ricerche sui Sanniti presso Pietrabbondante, dove era stato scoperto il santuario di Bovianum Vetus. Durante la Grande guerra il castello ospitò un reparto di militari, collegati al colonnello Fulco d'Alessandro, che si occupavano dei prigionieri austriaci internati nel Molise. Durante la seconda guerra mondiale il maniero fu preso dai tedeschi e sequestrato come quartier generale del fronte di Cassino lungo la linea Gustav. Fu una fortuna che nel 1943 il castello non fu fatto saltare in aria dai nazisti, dato che adottavano la tattica della terra bruciata per non lasciare vettovaglie e rifornimenti agli alleati. Nel 1945, dopo la ritirata, il castello fu quartier generale degli alleati anglo-americani, che condivisero la residenza con la nobile famiglia. Negli anni '60 la famiglia ridusse l'utilizzo della struttura ai soli soggiorni estivi, cominciando a trascurare la dimora con perdita e spoliazione di molti arredi, dell'archivio familiare e tante storiche testimonianze importanti. Solo don Mario d'Alessandro, noto alle cronache come "o' marchese de' carrozze", lasciando la Campania, nel 1962 volle donare la sua collezione di antiche carrozze al Museo civico di Villa Pignatelli a Napoli. Dagli anni '70 il maniero fu trascurato e subì varie perdite. I primi interventi di restauro e di valorizzazione della struttura cominciarono nel 1996 ad opera di alcuni giovani familiari, che vollero progettare la costituzione del Centro Studi d'Alessandro per il recupero della storia e delle ataviche tradizioni legate al territorio, anche in prospettiva di uno sviluppo turistico.

## Descrizione
Il palazzo fortificato ha forma pentagonale, sorgente sullo sperone di roccia che domina la cittadina. La struttura cinquecentesca si presentava, all'arrivo dei baroni d'Alessandro, formata da vari corpi fortilizi disgiunti, con la chiesetta gentilizia e la torre antica angioina, con cinta muraria. I lavori di restauro comportarono l'accorpamento di tutti gli edifici in un unico blocco, con l'abbattimento anche di alcuni, come il complesso delle mura. Anche come dimora gentilizia, ultimata nel XVII secolo, il castello si presentava sempre come una fortezza inespugnabile con basi in pietra, le finestre a bocca di fuoco e il ponte levatoio o la pietraia di difesa dell'entrata. La seicentesca guardiola con le rispettive pertinenze dei magazzini e scuderia furono realizzate insieme allo spianamento dell'accesso sulla roccia. L'originaria chiesetta rimase in piedi fino al 1805, quando fu distrutta e ricomposta in una piccola cappella interna. Nel 1628, come riporta la data, vennero accolte al suo interno le reliquie di Sant'Alessandro. La facciata di ingresso del castello ha un aspetto di palazzo gentilizio, perché ricostruita nel 1849 dopo il terremoto del 1805. 

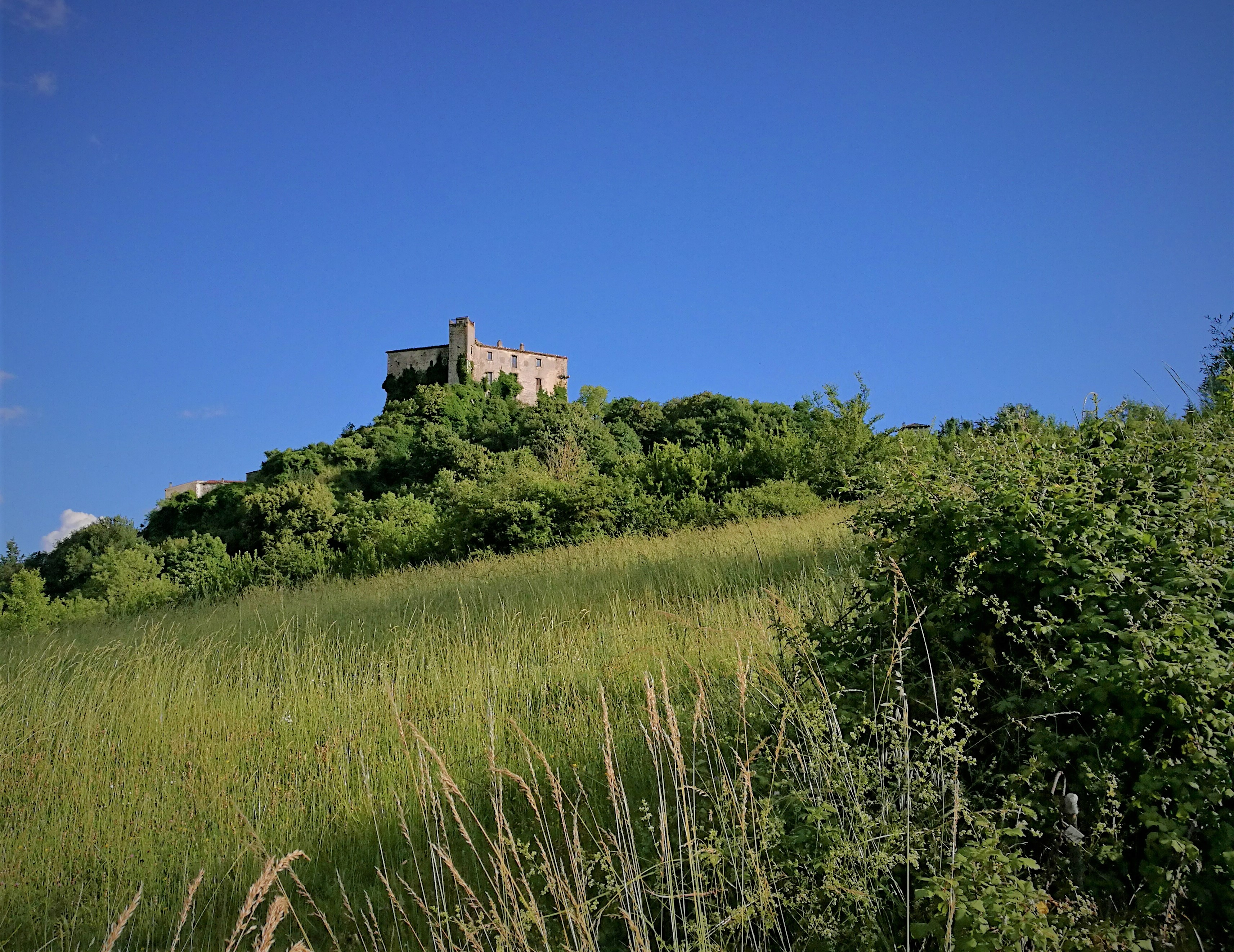
Il castello visto da nord

Attualmente il nucleo del castello è in parte di proprietà pubblica, seppur numerosi locali sono ancora rimasti alla famiglia d'Alessandro con l'intento collaborativo di creare forme organizzative pubblico-privato per la gestione ed il recupero di tutta l'area fortilizia monumentale (dagli anni '80 il castello è formalmente riconosciuto come monumento nazionale). 
Dal 1996 è stata ripristinata l'antica celebrazione religiosa di Sant'Alessandro Martire, le cui reliquie si conservano nella cappella ducale, con cerimonia organizzata il 26 agosto. Nell'occasione il castello spesso è sede di vari eventi culturali-artistici.
A partire dal 2018 è in corso un progetto di valorizzazione ed apertura del maniero, avviato insieme al Comune di Pescolanciano, con l'organizzazione di visite guidate, mostre ed eventi culturali.